# 松村克弥
松村 克弥（まつむら かつや、1963年3月19日 - ）は、日本の映画監督。東放学園映画制作科講師。妹は東京都議会議員の上田令子。

## 来歴
東京都港区西麻布出身。明治学院高等学校卒業。成城大学文芸学部国文学科卒業。大学在学中、映画研究部で自主制作映画の制作に携わる。卒業後、毎日映画社演出課に入社。同社にてTVドキュメンタリー、短編記録映画など100本近くの構成や演出に携わる。1988年、ニュース映画『今なお苦悩は続く～土呂久公害70年～』で毎日映画コンクールの短編映画部門グランプリ受賞。その後、1991年にフリーランスへ転進。映画監督として活動を開始する。日本映画監督協会所属。

## 人物
大学時代は国文学科に学び、卒業論文では『奥の細道』について研究していた。「おっかない映画しか撮らない男ではなく、学生時代は『奥の細道』を研究していた男だ」とファンの間では言われている。

## 映像作品

### 得意とするジャンル
スプラッタ、バイオレンス系の映像作品を以前は多く撮っていた。1992年、平凡な少年が突然狂気にとりつかれる『オールナイトロング』でデビューする。カルトファンに高い評価を受け、ヨコハマ映画祭の新人賞を受賞した。1994年の『オールナイトロング2』はサイコホラー仕立てで、多くのカルトファンを惹きつける。

### 作品におけるテーマ
常に時代の暗部に焦点を当て、暴力性や変態性といった極部をクローズアップすることで、タブーに挑戦し、人間の内面に潜む闇、狂気、愚かさ、切なさ、悲しみなど心の深淵を描くなど、あらゆるテーマで映画を撮っている。
2013年、竹中直人主演『天心』では岡倉天心とその弟子たちの実像に迫り、新境地を開拓。

### テレビ演出作品
テレビにおいては青春・人間ドキュメンタリーを中心に多数演出。
1993年、テレビ東京の『ドキュメンタリー人間劇場』で、映画のモデルにもなった、1人の部員しかいない大学相撲部の主将を追った『シコふんで！たった1人の慶大相撲部・北見主将の青春』（ナレーション：紺野美沙子）を演出。1993年度の同番組の年間代表作の一つとして、ATP作品賞の選考に出品される。
1997年2月、『ドキュメンタリー人間劇場』で3本目の作品、柴又の駄菓子屋で展開する80歳の女性店主と子供たちとのふれあいや泣き笑いを追った『柴又駄菓子や～10円玉の愛と夢物語～』（ナレーション：倍賞千恵子）を演出。1997年下半期の代表作に選ばれ、ギャラクシー賞の選考に出品される。

### 復興支援映画「天心」
- 地元での上映会
主人公である岡倉天心が活動した茨城県で先行上映が行われ、2013年11月16日より全国でロードショー[6]。その後も熱心な地域上映を行い、「どんなに不遇な時代であっても、自分の信じた道を歩み続けろ」という岡倉天心の生涯を伝えるため、復興を目指すすべての人に作品を届けている[2]。
- 六角堂
脚本を書き、支援者も集い始めた矢先の2011年、東日本大震災が起き、主な撮影予定地の六角堂が津波により流失する。天心を描くのに欠くことのできない「象徴」が突如消え、「目の前が真っ暗になった」とインタビューで語っている[2]。
その後、北茨城市、茨城大学を中心に再建支援の輪が広がり、多くの支援のもと、2012年にはかつての姿を取り戻すことができ、撮影を続けることができた。支援者全員をエンドロールのクレジットに表記している[7]。

## 受賞歴
- 1989年　第43回毎日映画コンクールニュース映画賞
受賞作品：毎日ニュース1472号『今なお苦悩は続く—土呂久公害70年』
- 1993年　第14回ヨコハマ映画祭新人監督賞
受賞作品：『オールナイトロング』[1]

## フィルモグラフィ

### 劇場公開作品
- 『オールナイトロング』 1992年11月14日
- 『き・れ・い？』 2004年8月21日
- 『ダーク・ラブ 〜Rape〜』 2008年3月1日
- 『天心』 2013年11月16日
- 『サクラ花 -桜花最期の特攻-』 2015年11月4日
- 『ある町の高い煙突』 2019年6月22日
- 『祈り 幻に長崎を想う刻』 2021年8月20日

### オリジナルビデオ
- 『女子高生コンクリート詰め殺人事件 -壊れたセブンティーンたち』1995年
- 『オールナイトロング2』1995年
- 『オールナイトロング3 最終章』1996年
- 『オールナイトロングR（リターンズ）』2001年
- 『オールナイトロング イニシャルO』2003年
- 『オールナイトロング 誰でもよかった』2009年

### ノンフィクション・ドキュメンタリー演出作品
- 『シコふんで!たった1人の慶大相撲部・北見主将の青春』1993年（テレビ東京「ドキュメンタリー人間劇場」）
- 『バレーがくれた明日へのアタック～早大主将・涙の最終戦～』1994年（テレビ東京「ドキュメンタリー人間劇場」）
- 『柴又駄菓子や～10円玉の愛と夢物語～』1997年（テレビ東京「ドキュメンタリー人間劇場」）
- 『東京下町人情食堂物語』1997年（フジテレビ「ザ・ノンフィクション」）
- 『新宿末廣亭に生きて』1998年（テレビ東京「ドキュメンタリー人間劇場」）
- 『大衆食堂エレジー』1998年（フジテレビ「ザ・ノンフィクション」）
- 『新宿・男と女の哀愁物語』1998年（フジテレビ「ザ・ノンフィクション」）
- 『時の旅人～テレビが記録した日本～』1999年（NHK）
- 『東京下町ガード下・酔いどれ人生』1999年（フジテレビ「ザ・ノンフィクション」）
- 『離島の熱血先生～たった1人の診察日記～』1999年（テレビ東京「ドキュメンタリー人間劇場」）
- 『明日がある！リサイクル男たちの夢』2001年（テレビ東京）
- 『平成大不況！新宿・再起にかけた女たち』2001年（フジテレビ「ザ・ノンフィクション」）
- 『家族がうつ病になった時…』2002年（フジテレビ「ザ・ノンフィクション」）
- 『春待つ島に吹く風は…』2002年（NHK「にんげんドキュメント」）
- 『東京下町ガード下・酔いどれ人生』（完結編）2002年（フジテレビ「ザ・ノンフィクション」）
- 『元ミス日本・その後の波乱万丈物語』2003年（フジテレビ「ザ・ノンフィクション」）
- 『心が壊れる～リストカットに走る女たち～』2003年（日本テレビ「ＮＮＮドキュメント」）
- 『ニート～働けない若者の憂鬱～』2005年（日本テレビ「ＮＮＮドキュメント」）
- 『オーバードーズ～若者に広がるクスリ依存～』2007年（日本テレビ「ＮＮＮドキュメント」）
- 『マキさんの老後』2008年（フジテレビ「ザ・ノンフィクション」）
- 『人生の勝どき橋を渡りたい』2009年（フジテレビ「ザ・ノンフィクション」）
- 『あの頃に戻れない～30年後のザ・ハンダース』2010年（フジテレビ「ザ・ノンフィクション」）
- 『美の宴の果て～昭和のミスコン女王たちは今』2012年（フジテレビ「ザ・ノンフィクション」）
- 『若鷲に憧れて〜元予科練生の回顧録〜』2021年（茨城県阿見町プロモーション映像[8]）
- 『名医死す〜感染症と闘った藤野昌言物語〜』2021年（広島県府中市プロモーション映像）